# Margarida Templat
Margarida Templat (1575 - segle xvii) fou una dona catalana acusada de bruixeria.
Va ser una de les moltes dones acusades de bruixeria al primer quart del segle xvii, concretament entre 1618-1622, moment de màxima efervescència de la persecució. La delicada situació econòmica i social per la que passava Catalunya necessitava un boc expiatori que expliqués la pertinaç sequera, els aiguats descontrolats, les desastroses collites o les malalties encomanadisses. El col·lectiu sobre el qual va recaure la culpabilitat era el de les dones grans, generalment vídues, amb algun defecte físic i fetilleres o remeieres.
Margrida tenia 45 anys quan va ser detinguda i fou la principal inculpada al judici de l'Esquirol, on van ser encausades també Elisabet Fàbregues (“Farrera Vella”), Margarida Portús (“Parolera”) i la seva filla Àngela Parolera. Joan Sorribes les denuncià per bruixeria. El procés, sota la jurisdicció de Francesc de Montcada, senyor del Cabrerès, comença l'1 de març de 1619 i se l'acusa d'haver fet emmalaltir una nena produint-li golls al coll, de fer caure pedra i de tenir relacions sexuals amb el dimoni. De les declaracions del judici es dedueix que va ser traslladada a Vic i que allí la van fer despullar per veure si tenia alguna marca física que indiqués la seva condició de bruixa. Aquesta marca era normalment un senyal semblant a una pota de gall que apareixia a l'esquena. Durant el camí cap a la capital d'Osona van aparèixer diversos animals que els testimonis van associar amb manifestacions diabòliques. El judici quedà enllestit el 3 de desembre de 1620. El seu marit va denunciar irregularitats en el procés, falta d'imparcialitat en els jutges i manca de fiabilitat d'alguns testimonis, entre ells els dels germans Puigdauret, que havien declarat moguts per enveges veïnals. El procés finalitzà definitivament el 21 d'abril de 1621 sense cap condemna.